# Glasnik hrvatskog uljudbenog pokreta
Glasnik hrvatskog uljudbenog pokreta je hrvatski online tjednik za društvena pitanja iz Zagreba. Izlazi subotom, od 8. ožujka 2008. godine. Glavni urednik je Tomislav Dragun. List je glasilo Hrvatskog uljudbenog pokreta, Udruge za zaštitu prava građana. U Glasniku su pisali Tomislav Dragun, Mirko Vidović, Antun Kunek, Filip Ćorlukić, vlč. Stjepan Levanić, Darko pl. Prebeg, Dalibor Habeduš, fra Petar Filić i dr. Glasnik sadržava rubrike Razgovor, In memoriam, Osvrte, Hrvatski jezik, Podlistak, Roman, Ispovjednikov kutak, Kolače, Pisma čitatelja i dr.

## Vanjske poveznice
- Hrvatski uljudbeni pokret  Arhivirana inačica izvorne stranice od 24. veljače 2017. (Wayback Machine) Glasnik - 121 broj
- Hrvatska uljudba  Arhivirana inačica izvorne stranice od 9. travnja 2019. (Wayback Machine)